# Diopa magnetica
Diopa magnetica är en fjärilsart som beskrevs av William Schaus 1911. Diopa magnetica ingår i släktet Diopa och familjen nattflyn. Inga underarter finns listade i Catalogue of Life.